# Південна Суматра – Західна Ява
Південна Суматра – Західна Ява – потужна трубопровідна система, споруджена для подачі блакитного палива з газовидобувних районів центральної та південної Суматри до найзаселенішого індонезійського острова Ява.
В 2006 році стала до ладу перша нитка системи (SSWJ I) загальною довжиною 661 км, яка починається у районі Гріссік. Перші 466 кілометрів маршруту проходять Суматрою через Пагардеву до Лабухан-Марінггай, після чого йде відтинок по дну Яванського моря довжиною 161 км. Вихід на суходіл облаштували в районі Муара-Бекасі, поблизу від великого споживача ресурсу ТЕС Муара-Тавар. Далі від Муара-Бекасі прокладена ще одна ділянка по суходолу довжиною 34 км, яка дозволяє подавати ресурс іншим споживачам. Від Гріссік до Пагардева діаметр трубопроводу складає 900 мм, після – 800 мм.
2007 року сполучення з Явою посилили ще однією ниткою (SSWJ II) довжиною 450 км, яка починається від Пагардева та слідує до Лабухан-Марінггай в одному коридорі з попередньою.  Після цього їх шляхи дещо розходяться і SSWJ II після офшорної ділянки довжиною 105 км виходить на суходіл на західному завершенні Яви біля міста Чилегон (тут розташована ТЕС Чилегон, а також металургійний комбінат Krakatau Steel, при якому колись створили власну ТЕС Krakatau Daya Listrik). Далі від Чилегон прокладена ще одна ділянка по суходолу довжиною 75 км до Серпонг, де знаходиться один із входів у газорозподільчу мережу Джакарти. Від Пагардева до Чилегон діаметр трубопроводу складає 800 мм, а на завершальному відтинку до Серпонг – 600 мм. 
Потужність обох ниток між Південною Суматрою та Західною Явою становить до 28 млн м³ на добу, що забезпечується роботою компресорної станції в Пагардева. За умови розширення останньої та спорудження другої станції в Terbbangi Besar потужність зросте до 34 млн м³ на добу.
У першій половині 2010-х в районі Лабухан-Марінггай стало можливо прйимати до системи ресурс з терміналу ЗПГ Лампунг.
Можливо відзначити, що з Гріссік прокладений цілий ряд інших газопроводів, як то Гріссік – Дурі (в подальшому разом з ділянкою Гріссік – Лабухан-Марінггай може стати частиною транссуматранського газопровідного коридору), Гріссік – Сінгапур та Гріссік – Палембанг.